# Feldwebel

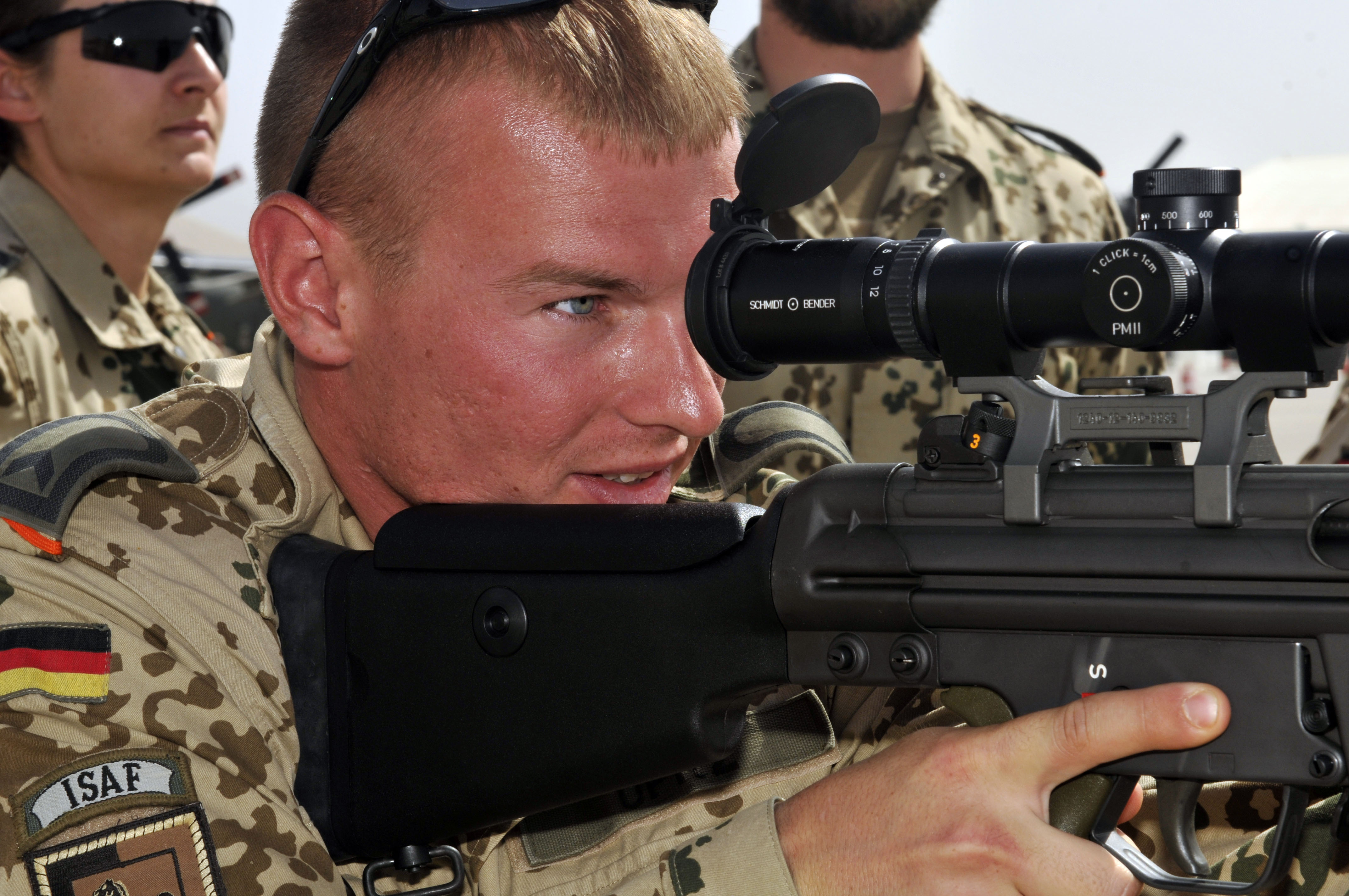
Feldwebel, am Dienstgradabzeichen auf der Schulterklappe erkennbar

Der Feldwebel ist ein militärischer Dienstgrad der Bundeswehr und früherer Streitkräfte im deutschen Sprachraum. In der Schweizer Armee lautet die Bezeichnung für den Dienstgrad Feldweibel. Im Bundesheer hat die Dienstgradbezeichnung Wachtmeister die Bezeichnung Feldwebel abgelöst.

## Begriffsgeschichte
Das Wort ist ein Kompositum aus dem alten Begriff Weibel (ahd. weibôn, sich hin und her bewegen‘) und Feld, hier im Sinne von Schlachtfeld oder Krieg im Allgemeinen. Ähnlich dem Rennfähnrich, hatte sich demnach der Feldwebel auf dem Marsch oder in der Schlacht oft hin und her zu bewegen, um beispielsweise das Marschtempo der Truppe zu kontrollieren oder um Befehle von Offizieren zu übermitteln.
Der Begriff Feldwebel wurde auch in mehrere andere Sprachen übernommen, darunter schwedisch (fältväbel), russisch (фельдфебель) und bulgarisch (фелдфебел). Von Webel leiten sich finnisch vääpeli und estnisch veebel ab.
Schließlich wurde der Feldwebel zum Gehilfen des Hauptmanns und damit der höchste Unteroffiziersdienstgrad der Kompanie.

## Bundeswehr
Der Dienstgrad Feldwebel wird durch den Bundespräsidenten mit der Anordnung des Bundespräsidenten über die Dienstgradbezeichnungen und die Uniform der Soldaten auf Grundlage des Soldatengesetzes festgesetzt.

### Befehlsbefugnis und Dienststellungen
In der Bundeswehr ist der Feldwebel ein Unteroffiziersdienstgrad, der gemäß der Zentralen Dienstvorschrift (ZDv) A-1420/24 „Dienstgrade und Dienstgradgruppen“ zur Dienstgradgruppe der Unteroffiziere mit Portepee zählt. Aufgrund der Zugehörigkeit zur Dienstgradgruppe der Unteroffiziere mit Portepee können Feldwebel auf Grundlage des § 4 („Vorgesetztenverhältnis auf Grund des Dienstgrades“) der Vorgesetztenverordnung innerhalb der dort gesetzten Grenzen Soldaten der Dienstgradgruppen Mannschaften und Unteroffizieren ohne Portepee Befehle erteilen.
Feldwebel werden beispielsweise als Gruppen- und Truppführer, als Kommandant von Panzerfahrzeugen, auf Stabsposten oder als besonders qualifiziertes technisches oder handwerkliches Fachpersonal eingesetzt. Im Personalwesen der Reserve haben Mobilisierungsfeldwebel besondere Bedeutung. In nicht aktiven Truppenteilen sind Mobilisierungsfeldwebel oft die einzigen aktiven Soldaten. Ihre Arbeit unterstützt die Einplanung von Reservisten und ihre Einberufung zu Reserveübungen oder als Teil einer Mobilmachung der Streitkräfte. Aufgrund der Dienststellung können Feldwebel in den in der Vorgesetztenverordnung aufgezählten Fällen allen dienstlich oder fachlich unterstellten Soldaten Befehle erteilen.

### Ernennung und Besoldung
Maßgebliche gesetzliche Grundlagen für die Ernennung zum Feldwebel trifft die Soldatenlaufbahnverordnung (SLV) und ergänzend die Zentrale Dienstvorschrift (ZDv) 20/7. Zum Dienstgrad Feldwebel können Zeitsoldaten und Reservisten ernannt werden. Voraussetzung zur Ernennung in den Dienstgrad Feldwebel ist die Zugehörigkeit zu einer der Laufbahnen der Feldwebel. Die Einstellung mit dem Dienstgrad Feldwebel ist möglich, wenn der Bewerber über in der Verwendung verwertbare Kenntnisse verfügt. Die meisten Feldwebel haben zuvor aber als Feldwebelanwärter im Dienstgrad Stabsunteroffizier gedient. Der Dienstgrad Feldwebel kann in diesem Fall frühestens ein Jahr nach Ernennung zum Stabsunteroffizier erreicht werden. Voraussetzung ist ferner, dass sie eine Unteroffizierprüfung bestanden haben, die sich aus einem allgemeinmilitärischen und einem militärfachlichen Teil zusammensetzt (Feldwebelprüfung).
Feldwebel werden nach der Bundesbesoldungsordnung (BBesO) mit A 7 besoldet.

### Dienstgradabzeichen
Das Dienstgradabzeichen für Feldwebel zeigt einen Winkel mit der Spitze nach oben und eine geschlossene Tresse als Schulterabzeichen.
Die Schulterklappen erhielten erst Mitte 1959 eine umlaufende, auf Höhe der Schulternaht aber noch nicht geschlossene Borte. Bei Luftwaffe und Heer galt dies vom Dienstgrad Unteroffizier aufwärts, bei der Bundesmarine ab dem Dienstgrad Bootsmann. Die Farbe der Borte war in der Anordnung nicht definiert, dürfte sich aber an jener des Dienstgradwinkels orientiert haben. Die unten offene Schulterklappen-Borte identifizierte also noch nicht (wie heute) speziell den Dienstgrad Unteroffizier, sondern fungierte als allgemeines Rangabzeichen des Unteroffiziersstandes. Erst Ende 1962 erhielten alle oberhalb des Dienstgrades Unteroffizier stehenden Unteroffiziere eine auch auf Schulternahthöhe geschlossene Borte.

### Äquivalente, nach- und übergeordnete Dienstgrade
Den Dienstgrad Feldwebel führen nur Heeres- und Luftwaffenuniformträger. Marineuniformträger derselben Rangstufe führen den Dienstgrad Bootsmann. Offizieranwärter führen den ranggleichen Dienstgrad Fähnrich (für Heeres- und Luftwaffenuniformträger) oder Fähnrich zur See (für Marineuniformträger). In den Streitkräften der NATO ist der Feldwebel zu allen Dienstgraden mit dem NATO-Rangcode OR-6 äquivalent.
In den Feldwebellaufbahnen ist der Feldwebel gemäß Nr. 127 f. ZDv 20/7 zwischen dem rangniedrigeren Stabsunteroffizier bzw. Obermaat und dem ranghöheren Oberfeldwebel bzw. Oberbootsmann eingeordnet (erste Dienstgradbezeichnung jeweils für Heeres- und Luftwaffenuniformträger; zweite Dienstgradbezeichnung jeweils für Marineuniformträger).
| Unteroffizierdienstgrad |                                               |                             |
| Niedrigerer Dienstgrad |                                               | Höherer Dienstgrad          |
| Stabsunteroffizier Obermaat | Feldwebel Bootsmann Fähnrich Fähnrich zur See | Oberfeldwebel Oberbootsmann |
| Dienstgradgruppe: Mannschaften – Unteroffiziere o.P. – Unteroffiziere m.P. – Leutnante – Hauptleute – Stabsoffiziere – Generale |                                               |                             |

### Inoffizielle Verwendung als Sammelbezeichnung
Inoffiziell werden die Heeres- und Luftwaffenuniformträger der Dienstgradgruppe Unteroffiziere mit Portepee als Feldwebel bezeichnet, wobei manchmal implizit auch die Marineuniformträger dieser Dienstgradgruppe einbezogen sind. Aufgrund des inoffiziellen Charakters der Bezeichnung ist häufig unklar, ob die einem anderen Bezeichnungsschema folgenden Dienstgrade der Offizieranwärter aus der Dienstgradgruppe der Unteroffiziere mit Portepee (Fähnrich, Oberfähnrich bzw. auch Fähnrich zur See und Oberfähnrich zur See) ebenfalls unter diese inoffizielle Bezeichnung fallen oder nur die Dienstgrade dieser Dienstgradgruppe, in die man in einer der Laufbahnen der Feldwebel ernannt werden kann.

### Laufbahnen der Feldwebel
Unabhängig vom Dienstgrad Feldwebel oder der Dienstgradgruppe der Unteroffiziere mit Portepee werden gemäß der Soldatenlaufbahnverordnung die zehn Laufbahnen der Feldwebel zu einer der beiden Untergruppen der Laufbahngruppe der Unteroffiziere zusammengefasst. Soldaten, deren Ausbildungsziel mit der Ernennung in einen der Dienstgrade der Dienstgradgruppe Unteroffiziere mit Portepee erreicht wird, werden einer der Laufbahnen der Feldwebel zugeordnet. Diese umfasst also auch Feldwebelanwärter (und entsprechende Anwärter der Laufbahnen für Reservisten) der Dienstgradgruppe der Mannschaften und Unteroffiziere ohne Portepee. Im Übrigen gehören nicht alle Soldaten der Dienstgradgruppe Unteroffiziere mit Portepee diesen Laufbahnen an. Sie sind stattdessen als Offizieranwärter der Laufbahngruppe der Offiziere zugeordnet.

### Geschichte
Der Feldwebel steht seit Mitte 1969 in Besoldungsgruppe A 7, gemeinsam mit dem Oberfeldwebel (dieser mit Stellen- bzw. Amtszulage). Vorher waren Feldwebel in A 6 eingruppiert. Die 1969 in BesGr. A 6 aufgerückten Stabsunteroffiziere hatten bis dahin BesGr. A 5 mit Stellenzulage bezogen.

## Schweizer Armee
In der Schweizer Armee wird der Grad als Feldweibel bezeichnet.

## Frühere Streitkräfte

### Österreich-Ungarn

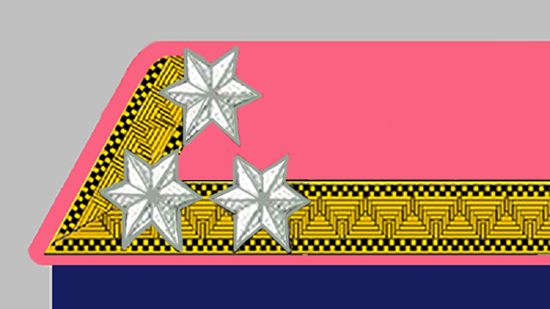
Feldwebel, Inf.-Reg. mit blassroter Egalisierung. Rangsterne bis 1901 aus weißem Tuch, dann Zelluloid. Dazu seit 1857 eine 1,3 cm breite, dessinierte kaisergelbe Seidenborte

Zur Zeit der österreichisch-ungarischen Doppelmonarchie wurde der Dienstgrad Feldwebel bei der Infanterie der Gemeinsamen Armee geführt. Ihm kam der Feuerwerker der Artillerie gleich, bei der Kavallerie und beim Train der Wachtmeister. Seit 1913 war dem Feldwebel der Stabsfeldwebel vorgesetzt. Der dienstführende Feldwebel (äußeres Kennzeichen war in den meisten Truppengattungen der Offizierssäbel mit kaisergelb-schwarzem Unteroffiziersportepee) stand dem Rechnungsfeldwebel sowie den übrigen Unteroffizieren (Zugsführer, Korporale) der Kompanie vor. Unmittelbar vor dem Stabsfeldwebel rangierten der Einjährig-Freiwillige Feldwebel und der Kadett-Feldwebel. Mit diesem Offiziersanwärterdienstgrad wurden all jene Absolventen der Kadettenschulen in die Truppe eingegliedert, die ihre Ausbildung mit „Gut“ abgeschlossen hatten. Der Kadett-Feldwebel (1909 in Kadett umbenannt) kam nach 1891 weitestgehend außer Gebrauch, verschwand aber nie gänzlich. Am Ende des Ersten Weltkrieges waren ihm der Offiziersstellvertreter und der Fähnrich unmittelbar vorgesetzt.
Mit dem Untergang der k.u.k. Armee 1918 fielen die Bezeichnungen Feldwebel und Feuerwerker weg; an ihre Stelle trat in allen Truppengattungen der Wachtmeister bzw. Stabswachtmeister. Gleichzeitig erfolgte die Rückstufung des Wachtmeisterdienstgrades: Seit 1921 war nunmehr der rangniederste Unteroffiziersgrad dem Unterfeldwebel der deutschen Reichswehr gleichgesetzt (ein Pendant zum deutschen Dienstgrad „Unteroffizier“ existierte in Österreich nicht). Der Stabswachtmeister rangierte mit dem Reichswehr-Feldwebel, der Offiziersstellvertreter mit dem Reichswehr-Oberfeldwebel (Zugsführer und Korporal entsprachen nun dem Obergefreiten bzw. Stabsgefreiten). Im „modernen“ österreichischen Bundesheer bilden die Wachtmeister eine eigene Dienstgradgruppe.

### Deutschland

#### Ausgehendes Mittelalter und Frühe Neuzeit
Bereits gegen Ende des 15. Jahrhunderts gehörten die Aufgaben des Weibels, später des Feldweibels, zu den wichtigsten Funktionen im Fähnlein. Im Unterschied zu den gemeinen Weibels, die, von den Landsknechten gewählt, deren Interessen gegenüber den Offizieren vertraten, wurde der Feldwebel vom Obristen oder vom Hauptmann eingesetzt. Als taktischer Gehilfe des Hauptmanns hatte er bei der Einteilung und Aufstellung der Schlachtordnung des Fähnleins mitzuwirken. Eine vergleichbare Funktion übte in den Regimentern der Obristwachtmeister (später Major) aus. Im 17. und 18. Jahrhundert beschränkte sich die Tätigkeit des Feldwebels allmählich, ähnlich der des Majors, auf den inneren Dienst. Eine Sonderstellung nahm der Hurenweibel ein, der als Führer des Trosses, bei entsprechender Größe desselben, Hauptmannssold erhielt. Zu seiner Unterstützung standen ihm dann ein Leutnant und ein Fähnrich zur Verfügung, mit deren Hilfe er die innere Ordnung im Tross aufrechtzuerhalten hatte und dessen taktische Führung er sichern musste.

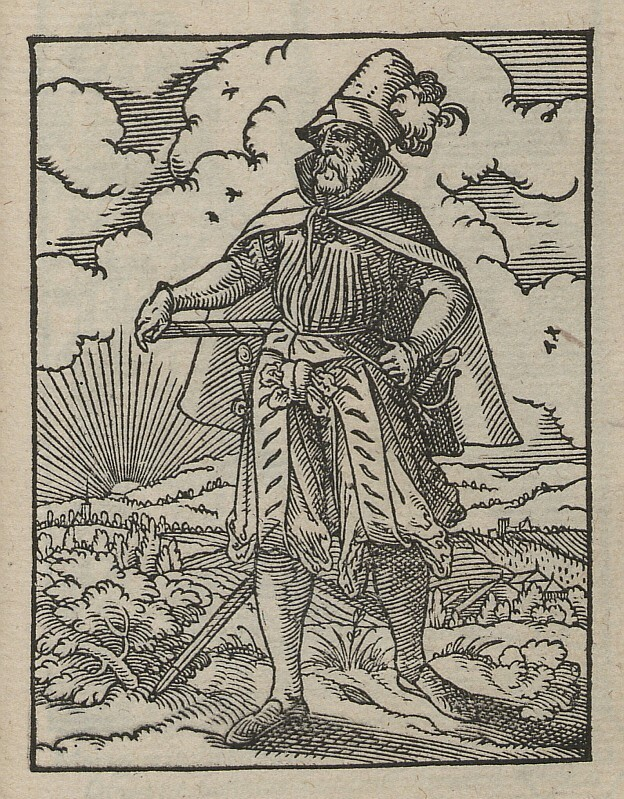
Feldweybel aus einem deutschen Ständebuch von 1568
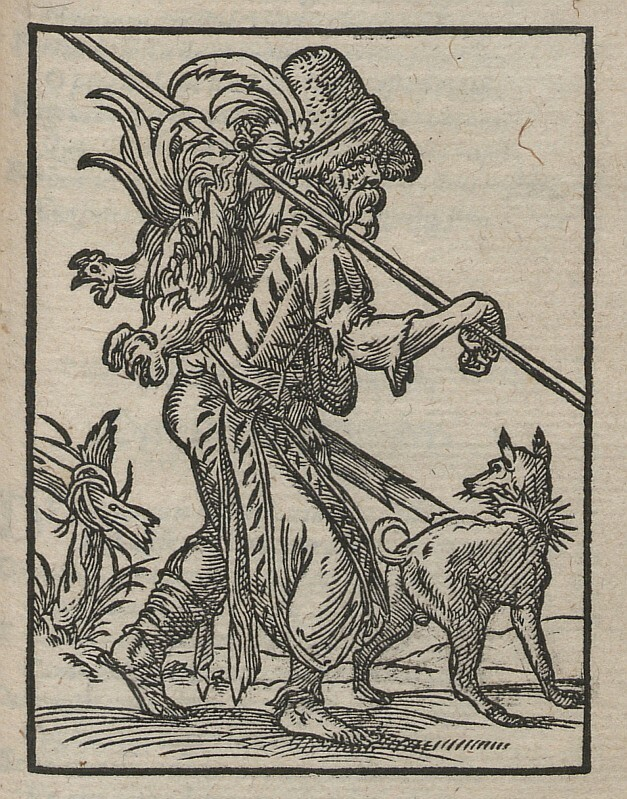
Hurenweibel aus einem deutschen Ständebuch von 1568

#### 17. bis 19. Jahrhundert
Mit der Herausbildung regulärer Dienstgrade ab Beginn des 17. Jahrhunderts wurde der Feldwebel zum ranghöchsten Unteroffizier der Kompanie. In einigen Armeen deutscher Staaten nannte man ihn zeitweilig Sergeant. Der Feldwebel war insbesondere verantwortlich für den inneren Dienst der Kompanie, den Befehlsempfang, das Schreib- und Rechnungswesen usw. Die Bezeichnung für diese Dienststellung änderte sich vom Kompaniefeldwebel der preußischen Armee über den etatmäßigen und den diensttuenden Feldwebel bis zum Hauptfeldwebel. Bei der Artillerie und der Kavallerie hieß der Feldwebel Wachtmeister.
In der preußischen Armee standen Feldwebel und Wachtmeister seit 1741 nicht mehr „unter dem Stock“, sondern wurden zur Strafe „nur“ noch gefuchtelt. Im selben Jahr wurde den etatmäßigen Feldwebeln des ersten Bataillons Garde das Offiziersportepee am Mannschaftssäbel erlaubt, dem Beispiel folgten später die beiden übrigen Gardebataillone und 1789 die übrige Armee. Seit 1822 durften preußische Feldwebel den Degen bzw. Säbel der Offiziere am Mannschaftskoppel anlegen, die Waffe war jedoch auf eigene Kosten zu beschaffen. 1844 wurde ihnen in Preußen die gesteifte Dienstmütze mit Schirm (übrige Unteroffiziere erst ab 1873) und Offizierskokarde gewährt.
Mit der weiteren Entwicklung des Militärwesens seit Mitte des 19. Jahrhunderts gewann der Feldwebeldienstgrad zunehmend an Bedeutung. Die von ihnen zu besetzenden Dienstposten wurden zahlreicher und erforderten, vor allem im Zusammenhang mit der Technisierung der Streitkräfte, in steigendem Maße Spezialkenntnisse.

#### Deutsches Kaiserreich
Der (etatmäßige) Feldwebel (Spieß) war in Deutschland bis 1918 der höchste Unteroffizierdienstgrad. Im kaiserlichen Heer waren ihm die nicht etatmäßigen überzähligen Feldwebel (Vizefeldwebel), die Sergeanten und die Unteroffiziere untergeordnet. Der Etatmäßige war mit dem inneren Dienst und Verwaltungsaufgaben betraut und arbeitete eng mit dem Kompaniechef zusammen.
Der Dienstgrad Vizefeldwebel wurde in den kaiserlichen Streitkräften 1873 eingeführt. Seine Aufgaben waren die Anleitung der jüngeren Unteroffiziere und nötigenfalls zur Vertretung eines Offiziers (vgl. Offiziersstellvertreter). In den folgenden Jahrzehnten bildeten sich schrittweise die speziellen Dienstgradbezeichnungen Sanitäts-, Waffen- oder Bekleidungsfeldwebel sowie Schirrmeister, Feuerwerker und Funkmeister heraus.
Auch gab es Feldwebel bis 1920 in der Regel bei der Marineinfanterie, in den Flottenstamm-/Matrosendivisionen und im Sanitätsdienst der Marine.

#### Weimarer Republik und Drittes Reich

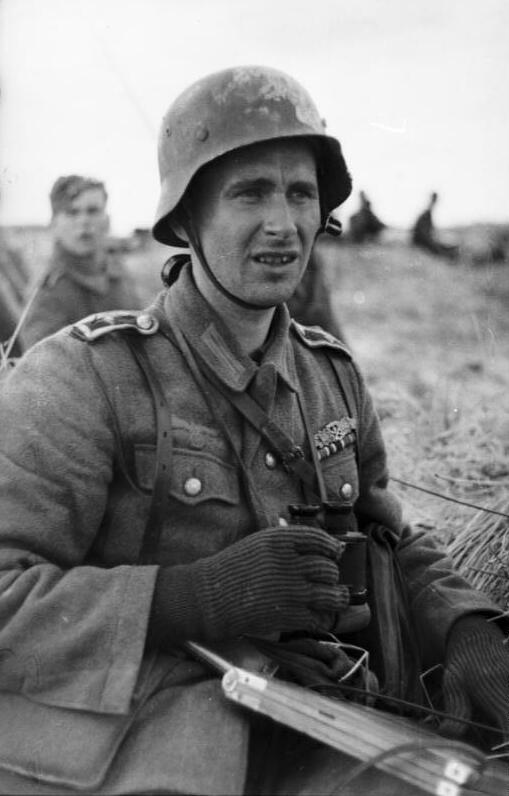
Feldwebel der Wehrmacht, Russland, Frühjahr 1944.

Zur Zeit der Weimarer Republik wurden in der Reichswehr 1920 die neuen Dienstgrade Ober- und Unterfeldwebel (Letzterer entsprechend dem früheren Sergeanten) eingeführt. Die Kompetenzen der bis dato höchsten Unteroffiziersverwendungen im Kompaniebereich übernahm der „truppendiensttuende planmäßige Oberfeldwebel“/„Oberwachtmeister“, später in der Wehrmacht der „Oberfeldwebel der Truppe“ bzw. (ab 1938) der Hauptfeldwebel (hier nur eine Dienststellung, jedoch kein Dienstgrad). Diese Funktion heißt in der Bundeswehr Kompaniefeldwebel (ebenfalls eine Dienststellung).
Ab 22. Oktober 1922 wurden die Dienstgrade Feldwebel und Oberfeldwebel als Unteroffiziere mit Portepee auch in der Reichsmarine (später Kriegsmarine) eingeführt, jedoch galt die alte Dienstgradbezeichnung für Deckoffiziere, wie Steuermann, Bootsmann usw., weiter.
Im Dritten Reich war der ranghöchste Feldwebeldienstgrad seit 1938 der Stabsfeldwebel in Heer und Luftwaffe bzw. der Stabsoberfeldwebel (ab 1939) in der Kriegsmarine. Diese wurden, wie der Name schon andeutet, nicht in Kompanien, sondern üblicherweise in höheren Stäben eingesetzt.
In der deutschen Wehrmacht war der Dienstgrad Feldwebel der niedrigste Rang der Unteroffiziere mit Portepee, der aus der Reichswehr übernommen wurde. In den Waffengattungen Kavallerie, Artillerie und Flak lautete die Rangbezeichnung Wachtmeister. Diesem Rang entsprach auch der SS-Oberscharführer der Waffen-SS, der SA-Truppführer sowie der Bootsmann der Kriegsmarine. Der Offizieranwärter im Range Fahnenjunker-Feldwebel war dem Feldwebel nominell gleichgestellt.
Gemäß den heutigen NATO-Rangcodes wären diese Ränge mit OR-6 vergleichbar.

##### Rangabzeichen Wehrmacht (Heer, Luftwaffe, Marine) bis 1945

Schulterklappe, Heer
Schulterklappe, Luftwaffe
Schulterklappe, Kriegsmarine dort Bootsmann
Oberarmkennzeichnung bei Tarnkleidung
Kragenspiegel, Luftwaffe
Sonderbekleidung, Luftwaffe

vergleichbar Oberscharführer der Waffen-SS
Kragenspiegel
Schulterklappe
Oberarmkennzeichnung bei Tarnkleidung

Das Äquivalent zu diesem Dienstgrad war der Bootsmann der Reichsmarine und der Kriegsmarine bis 1945. Der entsprechende Dienstgrad in der Waffen-SS war SS-Oberscharführer.
| Dienstgrad                |                          |                      |
| niedriger: Unterfeldwebel | Feldwebel (Wachtmeister) | höher: Oberfeldwebel |

#### DDR
In der Nationalen Volksarmee (NVA) der DDR NVA und den Grenztruppen der DDR konnten in der Regel Berufssoldaten nach erfolgreichem Abschluss der 6-monatigen Unteroffiziersschule und nach einem praktischen Dienstjahr zum Unterfeldwebel (Obermaat), nach weiteren 18 Monaten zum Feldwebel (Meister) befördert werden. Nach der Änderung der Beförderungsregelungen im Frühjahr 1989 für Berufsunteroffiziere dauerte die jeweilige Dienstzeit, in den nächsthöheren Dienstgrad befördert zu werden, nur jeweils ein halbes Jahr. Man konnte demnach den Dienstgrad Feldwebel bereits nach zwei Jahren Gesamtdienstzeit erreichen.
Die folgenden Dienstgrade der Dienstgradgruppe der Unteroffiziere mit Portepee waren:
- Oberfeldwebel (Landstreitkräfte und Luftstreitkräfte), Obermeister (Volksmarine) und
- Stabsfeldwebel (Landstreitkräfte und Luftstreitkräfte), Stabsobermeister (Volksmarine).

Als Berufsunteroffiziere und Militärspezialisten konnten sich Feldwebel/Meister bei entsprechender Eignung und bei Erfüllung der erforderlichen Voraussetzungen auch für das Dienstverhältnis des Fähnrichs der NVA oder Berufsoffiziers bewerben.
Die Verwendung des Feldwebels erfolgte als Gruppenführer und stellvertretender Zugführer sowie in verschiedenen Stabsverwendungen.
Als Hauptfeldwebel oder „Spieß“ (nach NATO-Verständnis Kompaniefeldwebel) wurde der Dienststellung nach derjenige Unteroffizier oder Fähnrichdienstgrad bezeichnet, der in der Kompanie für die Dienstdurchführung der Unteroffiziere und Mannschaften, die Disziplin, Ordnung und Einsatzbereitschaft der materiellen Mittel verantwortlich war.
| Dienstgrad                |                          |                      |
| niedriger: Unterfeldwebel | Feldwebel (Wachtmeister) | höher: Oberfeldwebel |